# Conclave de 1623

Brasão papal de Sua Santidade o papa Urbano VIII

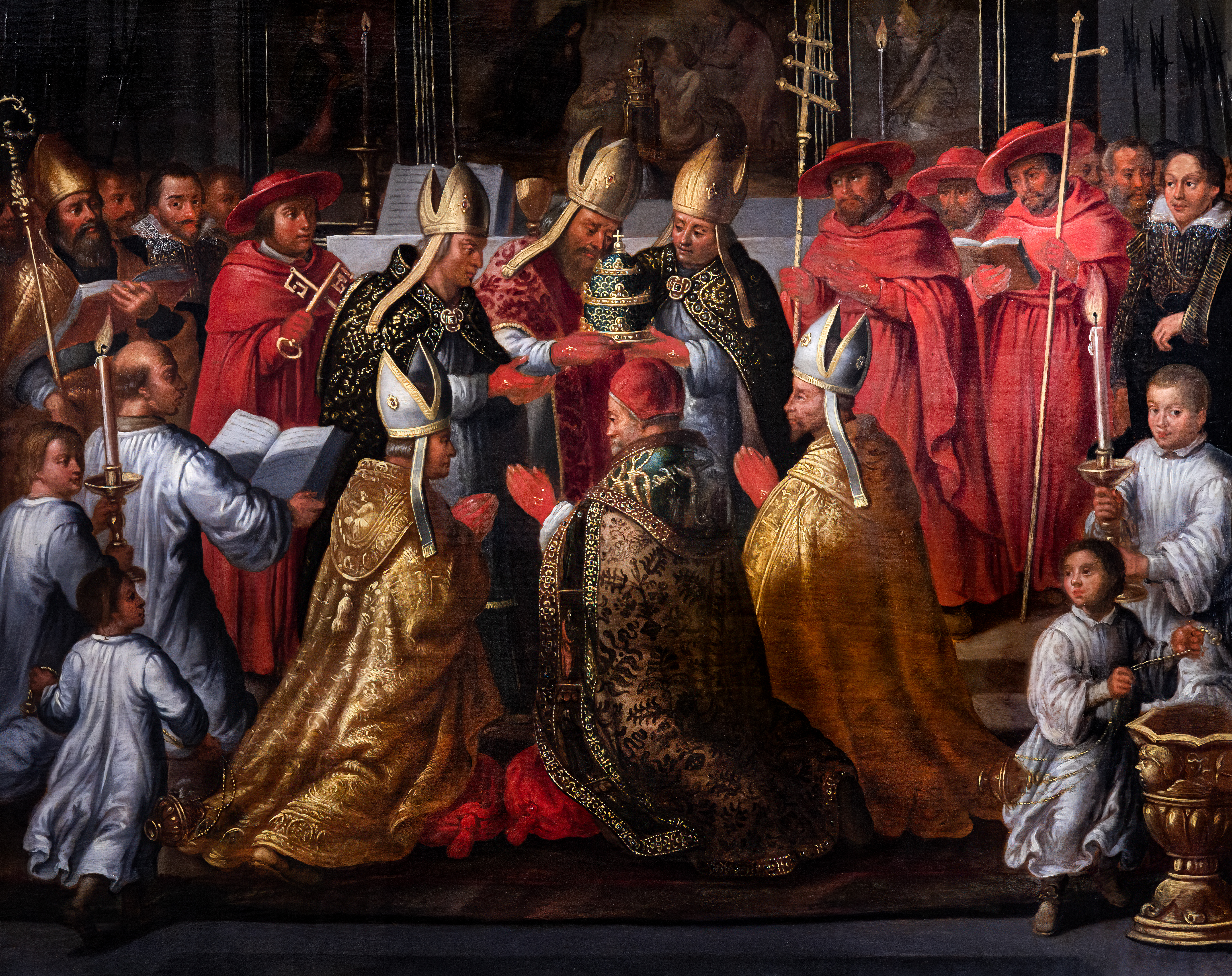
ICoroação do Papa Urbano VIII em 1623

O Conclave de 1623 foi convocado com a morte do Papa Gregório XV e terminou com a eleição de Maffeo Barberini como Papa Urbano VIII. Foi o primeiro conclave a ocorrer após as reformas que Gregório XV emitiu em sua bula de 1621, Aeterni Patris Filius.

## Segundo plano
Após sua eleição, Gregório XV havia reformado o sistema de conclave papal com sua bula Aeterni Patris Filius, de 1621, que pretendia agilizar o processo do conclave, e essa foi a primeira eleição papal a seguir essas reformas.
Após os conclaves de 1605, as eleições papais tornaram-se padronizadas, apesar de não serem hereditárias. O típico papa durante os 200 anos após a eleição de Paulo V naquele ano era de cerca de setenta anos e era cardeal por uma década depois de uma carreira como advogado canônico. Os papas geralmente vinham da nobreza de segundo nível de Roma ou dos Estados papais.

## Conclave
Cinquenta e quatro cardeais participaram do conclave após a morte de Gregório XV. Entre eles estavam quatro cardeais espanhóis e três alemães, mas nenhum da França.
Os cardeais foram divididos principalmente em facções entre as criadas pelos papas antes da eleição do Papa Paulo V em 1605, que contava treze, as criadas por Paulo, que contavam trinta e dois, e as criadas por Gregório XV, que contavam nove. Os dois cardeais que tiveram maior influência sobre o conclave foram Scipione Caffarelli-Borghese, sobrinho de Paulo V, e Ludovico Ludovisi, sobrinho de Gregório XV. Ludovisi tentou aumentar sua influência sobre o conclave, tornando-se aliado dos cardeais originários de regiões controladas pelos Habsburgos.
Borghese havia apoiado Pietro Campori no conclave anterior, que elegera Gregório XV, e Campori era seu candidato preferido também durante esse conclave. Previa-se que a idade de Campori, 66 anos, seria um benefício, porque um memorando espanhol havia revelado que eles consideravam os cardeais mais velhos menos propensos a desenvolver uma política externa independente do que o papa. Como não se esperava que a influência francesa nessa eleição fosse muito grande, Borghese antecipou que a eleição do papa Campori seria mais fácil, já que a oposição francesa era a principal coisa que a impedia no conclave anterior. 
O primeiro exame minucioso do conclave foi significativo porque revelou que a reforma de Gregório XV pretendia desencorajar os cardeais de votar em seus amigos no primeiro turno não havia sido bem-sucedida. O segundo exame revelou a Borghese que Giovanni Garzia Mellini era o candidato do partido Borghese que teve o maior apoio entre os eleitores. Ludovisi se opôs a Mellini, e ele espalhou rumores entre os cardeais de que Borghese preferiria morrer a ver alguém fora de sua facção se tornar papa. Esses rumores fizeram com que outros cardeais perdessem boa vontade em relação a Borghese, juntamente com o suposto fato de que o calor do verão começara a esgotá-los.

## Eleição do Urbano VIII
Depois que os candidatos de ambas as principais facções foram rejeitados pelos eleitores, Borghese começou a procurar candidatos neutros, incluindo Maffeo Barberini. Barberini começou a fazer campanha aberta para sua própria eleição, o que não havia sido visto em conclaves anteriores. Barberini era amigo de Maurice de Savoy, que serviu como porta-voz dos cardeais que apoiavam a França durante o conclave. Ele também recebeu o apoio de Ludovisi, que fez com que Borghese se opusesse a ele. Borghese havia contraído uma doença durante o conclave e, para sair, concordou com a eleição de Barberini e instruiu seus cardeais a votar na eleição de Barberini.
No próximo escrutínio, Barberini recebeu votos suficientes para a eleição, mas faltava uma cédula. Os cardeais disputaram o que fazer por duas horas e, finalmente, Barberini solicitou um segundo escrutínio, que ele ganhou com cinquenta dos cinquenta e quatro cardeais presentes. A velocidade relativa das eleições de Urban foi atribuída ao calor do verão que os cardeais foram forçados a suportar durante o processo.
Após sua eleição, Barberini adotou o nome de Urbano VIII. Barberini já havia servido como núncio papal na França sob o comando de Paulo V, e fora criado um cardeal por causa de seu serviço no país, e sua eleição agradou Luís XIII de França. Durante o papado de Paulo V, Urban foi anotado em uma série de biografias sobre potenciais eleitores cardeais por ser escritor e poeta. O símbolo de sua família era a abelha, e sua eleição foi posteriormente declarada pelos romanos como predita por um enxame de abelhas entrando no conclave. Após a eleição, oito cardeais morreram dentro de duas semanas, mas o novo papa sobreviveu apesar de pegar malária durante o conclave.

## Cardeais votantes
| Consistóro                    | 1623 |
| ----------------------------- | ---- |
| Dezembro 1583                 | 1    |
| Consistórios de Gregório XIII | 1    |
| Dezembro 1587                 | 2    |
| Dezembro 1588                 | 1    |
| Consistórios de Sisto V       | 3    |
| Março 1591                    | 1    |
| Consistórios de Gregório XIV  | 1    |
| Junho 1596                    | 2    |
| Março 1599                    | 5    |
| Junho 1604                    | 6    |
| Consistórios de Clemente VIII | 13   |
| Julho 1605                    | 1    |
| Setembro 1606                 | 3    |
| Dezembro 1607                 | 1    |
| Novembro 1608                 | 3    |
| Agosto 1611                   | 7    |
| Dezembro 1615                 | 8    |
| Setembro 1616                 | 3    |
| Março 1618                    | 1    |
| Julho 1619                    | 1    |
| Janeiro 1621                  | 10   |
| Consistórios de Paulo V       | 38   |
| Fevereiro 1621                | 1    |
| Abril 1621                    | 4    |
| Julho 1621                    | 2    |
| Setembro 1622                 | 4    |
| Consistórios de Gregório XV   | 11   |
| Total                         | 67   |

| Criado por                 | Cardeais | Por Cento |
| -------------------------- | -------- | --------- |
| Papa Gregório XIII (GXIII) | 01       | 1,49 %    |
| Papa Sisto V (SV)          | 03       | 4,48 %    |
| Papa Gregório XIV (GXIV)   | 01       | 1,49 %    |
| Papa Clemente VIII (CVIII) | 013      | 19,4 %    |
| Papa Paulo V (PV)          | 038      | 56,72 %   |
| Papa Gregório XV (GXV)     | 011      | 16,42 %   |
| Total                      | 67       | 100 %     |

### Cardeais Bispos
| Nº | Nome                              | Consistório   | Papa  |
| -- | --------------------------------- | ------------- | ----- |
| 1  | Antonio Maria Sauli               | Dezembro 1587 | SV    |
| 2  | Francesco Maria Bourbon del Monte | Dezembro 1588 | SV    |
| 3  | Francesco Sforza                  | Dezembro 1583 | GXIII |
| 4  | Giovanni Battista Deti            | Março 1599    | CVIII |
| 5  | Odoardo Farnese                   | Março 1591    | GXIV  |
| 6  | Ottavio Bandini                   | Junho 1596    | CVIII |

### Cardeais Presbíteros
| Nº | Nome                                        | Consistório    | Papa  |
| -- | ------------------------------------------- | -------------- | ----- |
| 7  | Federico Borromeo                           | Dezembro 1587  | SV    |
| 8  | Andrea Baroni Peretti Montalto              | Junho 1596     | CVIII |
| 9  | Bonifazio Bevilacqua Aldobrandini           | Março 1599     | CVIII |
| 10 | Domenico Ginnasi                            | Junho 1604     | CVIII |
| 11 | Carlo Gaudenzio Madruzzo                    | Junho 1604     | CVIII |
| 12 | Giovanni Doria                              | Junho 1604     | CVIII |
| 13 | Carlo Emanuele Pio di Savoia                | Junho 1604     | CVIII |
| 14 | Scipione Caffarelli-Borghese                | Julho 1605     | PV    |
| 15 | Maffeo Barberini                            | Setembro 1606  | PV    |
| 16 | Giovanni Garzia Millini                     | Setembro 1606  | PV    |
| 17 | Marcello Lante della Rovere                 | Setembro 1606  | PV    |
| 18 | Fabrizio Veralli                            | Novembro 1608  | PV    |
| 19 | Giovanni Battista Leni                      | Novembro 1608  | PV    |
| 20 | Luigi Capponi                               | Novembro 1608  | PV    |
| 21 | Decio Carafa                                | Agosto 1611    | PV    |
| 22 | Domenico Rivarola                           | Agosto 1611    | PV    |
| 23 | Pier Paolo Crescenzi                        | Agosto 1611    | PV    |
| 24 | Giacomo Serra                               | Agosto 1611    | PV    |
| 25 | Agostinho Galamini, O.P.                    | Agosto 1611    | PV    |
| 26 | Gaspar de Borja y Velasco                   | Agosto 1611    | PV    |
| 27 | Felice Centini, O.F.M.Conv.                 | Agosto 1611    | PV    |
| 28 | Roberto Ubaldini                            | Dezembro 1615  | PV    |
| 29 | Tiberio Muti                                | Dezembro 1615  | PV    |
| 30 | Gabriel Trejo Paniagua                      | Dezembro 1615  | PV    |
| 31 | Giulio Savelli                              | Dezembro 1615  | PV    |
| 32 | Melchior Klesl                              | Dezembro 1615  | PV    |
| 33 | Pietro Campori                              | Setembro 1616  | PV    |
| 34 | Matteo Priuli                               | Setembro 1616  | PV    |
| 35 | Scipione Cobelluzzi                         | Setembro 1616  | PV    |
| 36 | Francesco Cennini de' Salamandri            | Janeiro 1621   | PV    |
| 37 | Guido Bentivoglio                           | Janeiro 1621   | PV    |
| 38 | Pietro Valier                               | Janeiro 1621   | PV    |
| 39 | Eitel Frederico de Hohenzollern-Sigmaringen | Janeiro 1621   | PV    |
| 40 | Giulio Roma                                 | Janeiro 1621   | PV    |
| 41 | Cesare Gherardi                             | Janeiro 1621   | PV    |
| 42 | Desiderio Scaglia, O.P.                     | Janeiro 1621   | PV    |
| 43 | Stefano Pignatelli                          | Janeiro 1621   | PV    |
| 44 | Ludovico Ludovisi                           | Fevereiro 1621 | GXV   |
| 45 | Antonio Caetani                             | Abril 1621     | GXV   |
| 46 | Francesco Sacrati                           | Abril 1621     | GXV   |
| 47 | Francesco Boncompagni                       | Abril 1621     | GXV   |
| 48 | Lucio Sanseverino                           | Julho 1621     | GXV   |
| 49 | Marcantonio Gozzadini                       | Julho 1621     | GXV   |
| 50 | Cosimo de Torres                            | Setembro 1622  | GXV   |
| 51 | Ottavio Ridolfi                             | Setembro 1622  | GXV   |

### Cardeais Diáconos
| Nº | Nome                      | Consistório   | Papa  |
| -- | ------------------------- | ------------- | ----- |
| 52 | Alessandro d'Éste         | Março 1599    | CVIII |
| 53 | Maurício de Sabóia        | Dezembro 1607 | PV    |
| 54 | Carlos Fernando de Médici | Dezembro 1615 | PV    |
| 55 | Ippolito Aldobrandini     | Abril 1621    | GXV   |

### Cardeais ausentes

#### Cardeais Presbíteros
| Nº | Nome                                             | Consistório   | Papa  |
| -- | ------------------------------------------------ | ------------- | ----- |
| 56 | Franz Seraph von Dietrichstein                   | Março 1599    | CVIII |
| 57 | François d'Escoubleau de Sourdis                 | Março 1599    | CVIII |
| 58 | Antonio Zapata y Cisneros                        | Junho 1604    | CVIII |
| 59 | François de La Rochefoucauld                     | Dezembro 1607 | PV    |
| 60 | Baltasar Moscoso y Sandoval                      | Dezembro 1615 | PV    |
| 61 | Francisco Gómez de Sandoval y Rojas              | Março 1618    | PV    |
| 62 | Agustín Spínola                                  | Janeiro 1621  | PV    |
| 63 | Armand Jean du Plessis, Cardeal de Richelieu     | Setembro 1622 | GXV   |
| 64 | Alfonso de la Cueva-Benavides e Mendoza-Carrillo | Setembro 1622 | GXV   |

#### Cardeal Diácono
| Nº | Nome                           | Consistório   | Papa |
| -- | ------------------------------ | ------------- | ---- |
| 65 | Alessandro Orsini              | Dezembro 1615 | PV   |
| 66 | Fernando de Áustria            | Julho 1619    | PV   |
| 67 | Louis de Nogaret de La Valette | Janeiro 1621  | PV   |